# Данюк Олександр Григорович
Олекса́ндр Григо́рович Даню́к (26 лютого 1982 — 19 січня 2015) — солдат Збройних сил України, учасник російсько-української війни.

## Життєвий шлях
Народився в смт Широке Дніпропетровської області. Проживав у місті Кривий Ріг.
У часі війни — гранатометник механізованої роти, 17-та окрема танкова бригада.
18 січня 2015-го російсько-терористичні війська обстрілюють з артилерії взводний опорний пункт ЗСУ біля Станиці Луганської. Олександр Данюк зазнав важкого поранення лівої сторони тулуба. У тяжкому стані був доставлений в міську лікарню Щастя. Лікарі не змогли врятувати його життя, 19 січня він помер від поранень.
22 січня 2015-го в Кривому Розі оголошено жалобу через загибель Олександра Данюка та Віталя Нагорняка.
Похований у Широкому.

## Нагороди та вшанування
- Указом Президента України № 282/2015 від 23 травня 2015 року, за особисту мужність і високий професіоналізм, виявлені у захисті державного суверенітету та територіальної цілісності України, вірність військовій присязі, нагороджений орденом «За мужність» III ступеня (посмертно)[1].
- Вшановується в меморіальному комплексі «Зала пам'яті», в щоденному ранковому церемоніалі 19 січня[2][3].